# 东北镇 (中江县)
东北镇，是中华人民共和国四川省德阳市中江县下辖的一个乡镇级行政单位。2019年12月，撤销杰兴镇，将其所属行政区域划归东北镇管辖。将东北镇浩淼社区、魁山社区、魁山村、玄武村、北塔村、七里村所属行政区域划归凯江镇管辖

## 行政区划
东北镇下辖以下地区：
浩淼社区、魁山村、玄武村、北塔村、红土村、保家村、牟公村、玉桥村、百福村、白梨村、河东村、喜胜村、山寨村、天星堰村、七里村、迎泉村、坭金村、油林村、立本村、响水村、洪沟村、花园村、新河村、高灌村、老桥村、资杰村和胜天村。
2019年12月调整后，东北镇辖原杰兴镇和红土村、保家村、牟公村、玉桥村、百福村、白梨村、河东村、喜胜村、山寨村、天星堰村、迎泉村、坭金村、油林村、立本村、响水村、洪沟村、花园村、新河村、高灌村、资杰村、胜天村、老桥村所属行政区域。